# Agapanthia cynarae
Agapanthia cynarae је врста инсекта из реда тврдокрилаца (Coleoptera) и породице стрижибуба (Cerambycidae). Сврстана је у потпородицу Lamiinae.

## Распрострањеност
Врста је распрострањена на подручју јужне и југоисточне Европе, као и на јужном делу северне Европе. На подручју Србије се ретко среће.

## Опис
Тело је црно са слабим бронзаним сјајем. Антене су црне, без чуперака. Чело, бочни део главе, широка уздужна врпца у средини темена, три уздзжне пруге на пронотуму и скутелуму су густо, жуто томентирани. Елитрони су прекривени жућкастим или жућкастосивим томентоном, који је на епилеурама гушћи. Дужина тела од 14 до 23 mm.

## Биологија
Животни циклус траје годину дана, ларве се развијају у стабљикама зељастог биља, а адулти се налазе на самој биљци домаћину. Одрасле јединке се срећу од маја до јула. Као домаћини јављају се зељасте биљке из родова Carduus, Onopordon, Cirsium, Aconitum, Acanthus, итд.

## Синоними
- Saperda cynarae Germar, 1817
- Agapanthia (Epoptes) cynarae (Germar, 1817)
- Saperda decora Krynicki, 1834